# ABC World News Tonight
ABC World News Tonight er det flagskibs aftennyhedsprogram for det amerikanske tv-netværk ABC. Showet debuterede i 1953.